# Calamonastes simplex
Calamonastes simplex là một loài chim trong họ Cisticolidae.